# 838
838 (DCCCXXXVIII, na numeração romana) foi um ano comum do século IX, do Calendário Juliano, da Era de Cristo, teve início a uma terça-feira e terminou também a uma terça-feira, e a sua letra dominical foi F.
| Ano completo                       |
| ---------------------------------- |
| Ano comum com início à terça-feira |

## Eventos
- 10 de junho — Abu Ical sucede ao seu irmão Ziadete Alá I como emir de Ifríquia.
- 22 de julho — Batalha de Anzen, na qual o imperador bizantino Teófilo sofre uma pesada derrota frente aos Abássidas liderados pelo califa Almotácime.
- Meados de Agosto — Após sair vitorioso de Anzen, Almotácime captura e arrasa Amório, terra de origem da dinastia bizantina reinante.
- O porto de Amalfi (perto de Nápoles) é conquistado por Sicardo de Benevento.

## Mortes
- 10 de junho — Ziadate Alá I, emir aglábida de Ifríquia.
- Alabás ibne Almamune — príncipe e um general árabe, filho do califa abássida Almamune.
- Ujaife ibne Ambaçá — comandante militar do Califado Abássida.